# Куїна-Туркулуй
Куіна-Туркулуй, Чуїна-Туркулуй (рум. Cuina Turcului) — печера, в якій виявлена археологічна стоянка ранньої середньокам'яної доби. Знаходиться на заході Румунії у гірській місцевості, недподалік від Дунаю біля села Дубове у жудці Мехедінць.

## Культурна належність
На основі Куїною-Туркулуй виділено культурну групу азило-романелльської культури, що мала найсхідніше продовження на Одещину у Буджак, який відомий як білоліська група.

## Датування
В шарі стоянки вдалося зібрати шматочки деревного вугілля і по ним за допомогою радіокарбонного аналізу визначити, що стоянка у скелі Куїна-Туркулуй існувала 10100+/-120 — 8175+/-200 років до н. е.

## Полювання
Тут за середньокам'яної доби досить тривалий час мешкали групи мисливців. Вони полювали на диких кабанів, гірських козлів, кіз, зубрів, оленів, лисиць, бобрів та багато інших тварин.

## Знаряддя
Кістки тварин виявлені у шарах цієї стоянки разом з різними знаряддями праці з кременю, обсидіану, кварциту, кістки й рогу. Велика частина кам'яних знарядь має невеликі розміри (мікроліти). Серед них виділяються характерні для середньокам'яної азиль-романелльської культури гостроконечники, скребки, пластини з притупленим краєм, відносно невелике число знарядь геометричних форм у вигляді сегментів, трикутників, трапеций, що набули особливого поширення в пізньому мезоліті.

## Прикраси
Знайдено уламок гарпуна з оленячого рогу, підвіски із зубів оленя і вовка, з черепашок. У поселенні носили намиста з цих підвісок.
З кісток тварин і оленячих рогів виготовлено різні прикраси і предмети, ймовірно, релігійного призначення. Прикраси оздоблені різьбленим геометричним орнаментом.